# Lista odcinków serialu anime Tokyo Ghoul

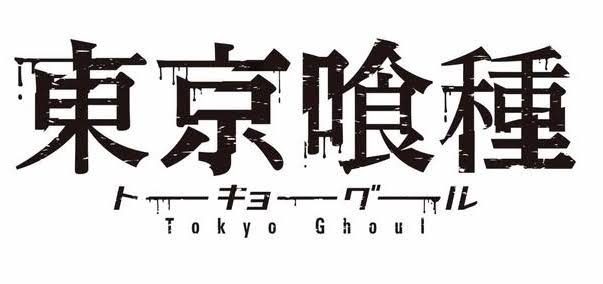
Logo serii

Artykuł zawiera listę wszystkich wyemitowanych odcinków telewizyjnego serialu anime Tokyo Ghoul, wyprodukowanego przez studio Pierrot na podstawie mangi autorstwa Suia Ishidy. Pierwszy sezon emitowano od 4 lipca do 19 września 2014. Drugi sezon, zatytułowany Tokyo Ghoul √A, był nadawany od 9 stycznia do 27 marca 2015. Trzeci i ostatni sezon, zatytułowany Tokyo Ghoul:re, został podzielony na dwie części. Pierwsza była emitowana od 3 kwietnia do 19 czerwca 2018, druga była zaś nadawana od 9 października do 25 grudnia tego samego roku.

## Przegląd serii
| Sezon | Sezon | Odcinki | Odcinki             | Premiera serii  | Finał serii      |
| ----- | ----- | ------- | ------------------- | --------------- | ---------------- |
|       | 1     | 12      | 12                  | 4 lipca 2014    | 19 września 2014 |
|       | 2     | 13      | 13                  | 9 stycznia 2015 | 27 marca 2015    |
|       | 3     | 24      | 12                  | 3 kwietnia 2018 | 19 czerwca 2018  |
| 12    | 3     | 24      | 9 października 2018 | 25 grudnia 2018 |                  |

## Lista odcinków

### Sezon 1 (2014)
| №  | #  | Tytuł                             | Reżyseria             | Premiera         |
| -- | -- | --------------------------------- | --------------------- | ---------------- |
| 1  | 1  | Tragedia Higeki (悲劇)            | Shūhei Morita         | 4 lipca 2014     |
| 2  | 2  | Inkubacja Fuka (孵化)             | Shin Matsuo           | 11 lipca 2014    |
| 3  | 3  | Gołąb Shirohato (白鳩)            | Sōichi Shimada        | 18 lipca 2014    |
| 4  | 4  | Kolacja Bansan (晩餐)             | Tadahito Matsubayashi | 25 lipca 2014    |
| 5  | 5  | Blizny Zankon (残痕)              | Yoshiaki Kyougoku     | 1 sierpnia 2014  |
| 6  | 6  | Oberwanie chmury Shūu (驟雨)      | Sōichi Shimada        | 8 sierpnia 2014  |
| 7  | 7  | Niewola Yūshū (幽囚)              | Tadahito Matsubayashi | 15 sierpnia 2014 |
| 8  | 8  | Poszukiwania Enkan (円環)         | Shin Matsuo           | 22 sierpnia 2014 |
| 9  | 9  | Klatka dla ptaków Torikago (鳥籠) | Yoshiaki Kyougoku     | 29 sierpnia 2014 |
| 10 | 10 | Aogiri (青桐)                     | Tadahito Matsubayashi | 5 września 2014  |
| 11 | 11 | Jason Shōten (衝天)               | Shin Matsuo           | 12 września 2014 |
| 12 | 12 | Ghul Kushu (喰種)                 | Shūhei Morita         | 19 września 2014 |

### Sezon 2:√A(2015)
| №  | #  | Tytuł                           | Reżyseria             | Premiera         |
| -- | -- | ------------------------------- | --------------------- | ---------------- |
| 13 | 1  | Nowa fala Shinkō (新洸)         | Shin Matsuo           | 9 stycznia 2015  |
| 14 | 2  | Tańczące kwiaty Buka (舞花)     | Tadahito Matsubayashi | 16 stycznia 2015 |
| 15 | 3  | Kat Tsurushibito (吊人)         | Yoshiaki Kyougoku     | 23 stycznia 2015 |
| 16 | 4  | Atak znienacka Shinsō (深層)    | Yoriyasu Kogawa       | 30 stycznia 2015 |
| 17 | 5  | Ponowne spotkanie Sakeme (裂目) | Yoshifumi Sueda       | 6 lutego 2015    |
| 18 | 6  | Przeszłość Senro (千路)         | Tadahito Matsubayashi | 13 lutego 2015   |
| 19 | 7  | Przenikanie Tōka (透過)         | Sōichi Shimada        | 20 lutego 2015   |
| 20 | 8  | Smutna historia Kyūkyū (旧九)   | Yoriyasu Kogawa       | 27 lutego 2015   |
| 21 | 9  | W oczekiwaniu Gaibō (街望)      | Yoshiaki Kyougoku     | 6 marca 2015     |
| 22 | 10 | Ostatni deszcz Shūu (終雨)      | Shin Matsuo           | 13 marca 2015    |
| 23 | 11 | Powódź kwiatów Itsuka (溢花)    | Sōichi Shimada        | 20 marca 2015    |
| 24 | 12 | Ken (研)                        | Shūhei Morita         | 27 marca 2015    |

### Sezon 3:re(2018)
| №       | #       | Tytuł                                                                     | Reżyseria                       | Premiera             |
| Część 1 | Część 1 | Część 1                                                                   | Część 1                         | Część 1              |
| ------- | ------- | ------------------------------------------------------------------------- | ------------------------------- | -------------------- |
| 25      | 1       | Ci, co polują Karu monotachi: Sutāto (狩る者たち START)                   | Toshinori Watanabe              | 3 kwietnia 2018      |
| 26      | 2       | Fragmenty Kakera: Menbā (欠片 member)                                     | Toshinori Watanabe              | 10 kwietnia 2018     |
| 27      | 3       | Jak nowo narodzony Zen’yasai: Furesshu (夜祭 fresh)                       | Taiji Kawanishi                 | 17 kwietnia 2018     |
| 28      | 4       | Aukcja Ōkushon: Mēn (オークション MAIN)                                   | So Toyama                       | 24 kwietnia 2018     |
| 29      | 5       | Krwawa noc Chiri yuku yoru: Puresu (散りゆく夜 Press)                     | Toshinori Watanabe              | 1 maja 2018          |
| 30      | 6       | W końcu Sono, hate ni: Tān (その、果てに turn)                            | Masayuki Matsumoto              | 8 maja 2018          |
| 31      | 7       | Dni wspomnień Kokorooboe arishi hibi: Maindo (心覚え在りし日々 mind)      | Toshinori Watanabe              | 15 maja 2018         |
| 32      | 8       | Ten, który się wije Ugomeku mono: Tēku (蠢くモノ TAKe)                    | Taiji Kawanishi                 | 22 maja 2018         |
| 33      | 9       | Dawny ty Bōrei: Purē (亡霊 play)                                          | Toshinori Watanabe              | 29 maja 2018         |
| 34      | 10      | Ocena sytuacji Yureru: Shinku (ゆれる think)                              | Masayuki Matsumoto              | 5 czerwca 2018       |
| 35      | 11      | Nieobecna Ketsuraku-sha: Raito (欠落者 writE)                             | Toshinori Watanabe              | 12 czerwca 2018      |
| 36      | 12      | Piękne sny Yoake: Byūtifuru dorīmu (夜明け Beautiful Dream)               | Toshinori Watanabe              | 19 czerwca 2018      |
| Część 2 |         |                                                                           |                                 |                      |
| 37      | 13      | I znów, po raz kolejny Soshite, mōichido: Purēsu (そして、もう一度 Place) | Taiji Kawanishi                 | 9 października 2018  |
| 38      | 14      | Biała ciemność Shiroi yami: Bōruto (白い闇 VOLT)                          | Taiji Kawanishi                 | 16 października 2018 |
| 39      | 15      | Czy wszystko się skończy? Kurosu gēmu: Yunion (クロスゲーム union)        | Masayuki Matsumoto              | 23 października 2018 |
| 40      | 16      | Ci, którzy zostali Nokoshita mono: Bību (遺したもの vive)                 | Hye Jin Seo                     | 30 października 2018 |
| 41      | 17      | Dezorientacja Deai, tomadoi: Mūbu (出会い、とまどい MovE)                 | Toru Yoshida                    | 6 listopada 2018     |
| 42      | 18      | Zmasowany atak Kakukakutaru: Fēsu (赫赫たる FACE)                         | Taiji Kawanishi                 | 13 listopada 2018    |
| 43      | 19      | Nowe rządy Kizuna: Purūfu (紲 proof)                                      | Hiroaki Kudō                    | 20 listopada 2018    |
| 44      | 20      | Przebudzone dziecko Mezameta ko: Inkānēshon (めざめた子 incarnation)      | Masayuki Matsumoto              | 27 listopada 2018    |
| 45      | 21      | Wspomnienie Kokorooboe: Mōsu (心覚え Morse)                               | Mitsuhiro Yoneda                | 4 grudnia 2018       |
| 46      | 22      | Z dala od tragedii Higeki no hate: Kōru (悲劇の果て call)                 | Hye Jin Seo, Toshinori Watanabe | 11 grudnia 2018      |
| 47      | 23      | Spotkania Kaigō: Akuto (邂逅 ACT)                                         | Toshinori Watanabe              | 18 grudnia 2018      |
| 48      | 24      | Odcinek 24                                                                | Toshinori Watanabe              | 25 grudnia 2018      |

## OVA
| № | Tytuł                                                   | Premiera         |
| - | ------------------------------------------------------- | ---------------- |
| 1 | Tokyo Ghoul: Jack Tōkyō Gūru: Jakku (東京喰種 [JACK])   | 30 września 2015 |
| 2 | Tokyo Ghoul: Pinto Tōkyō Gūru: Pintō (東京喰種 [PINTO]) | 25 grudnia 2015  |